# Henri Devos

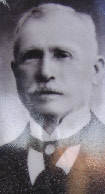
Henri Devos

Henri Devos (Kumtich, 16 augustus 1854 - Hoboken, 16 januari 1932) was een Belgisch ondernemer.
Op 16 december 1880 huwde hij met Maria Catharina Lemmens. In 1886 richtten zij samen het bedrijf Devos Lemmens op. Ze begonnen met de ambachtelijke productie van pickles, augurken en uitjes op azijn. In 1920 werd het assortiment uitgebreid met mayonaises en sauzen.
Henri Devos ligt begraven op de Antwerpse begraafplaats Schoonselhof in Hoboken/Wilrijk.